# Sansevieria ehrenbergii
Sansevieria ehrenbergii és una espècie de planta monocotiledònia silvestre que creix en diverses zones africanes des de Líbia a Tanzània i també a Aràbia.
A la gorja d'Olduvai, és molt abundant i precisament el nom d'aquest indret deriva de Oldupaai, que és com es diu en llengua massai aquesta planta.
És una planta perenne amb les fulles molt desenvolupades que atenyen de 0,5 a 1,5 metres de llargada i de 2,5 a 8 cm d'amplada.
Els massai la utilitzaven com a planta tèxtil (vestits, cordes, cistells) i també per les seves propietats medicinals (benes antisèptiques).